# Consorcio de Transporte Metropolitano del Área de Almería
El Consorcio de Transporte Metropolitano del Área de Almería es una entidad pública constituida en 2007 para crear y gestionar las infraestructuras y servicios de transporte en el área metropolitana de Almería (España).
El consorcio está compuesto por la Junta de Andalucía, la Diputación de Almería y los ayuntamientos de Almería, Adra, Berja, Enix, Felix, Dalías, Roquetas de Mar, Vícar, El Ejido, La Mojonera, Benahadux, Gádor, Huércal de Almería, Pechina, Rioja, Santa Fe de Mondújar, Viator y Níjar.
El principal objetivo del consorcio es el establecimiento de un sistema tarifario integrado y un billete único. La tarjeta también puede ser utilizada en los otros consorcios de transporte metropolitano de Andalucía, correspondientes al área de Málaga, área de Sevilla, Campo de Gibraltar, Bahía de Cádiz, área de Jaén, área de Granada, área de Córdoba y Costa de Huelva.